# No Way Out (2008)
No Way Out 2008 er et professionelt wrestling pay-per-viewprogram produceret af World Wrestling Entertainment (WWE). Det fandt sted i Thomas & Mark Center i Las Vegas, Nevada det var anden gang at No Way Out fandt sted i Las Vegas, Nevada første gang var i år 2001. 
Den officielle sang til NWO 2008 er "Fake It" af Seether. Det var første gang i WWE historie at der var 2 Elimination Chambers kampe på samme dag.

## Baggrund
John Cena kom tilbage til Raw den 28. januar efter han returnerede ved Royal Rumble 2008 den 27. januar og vandt Royal Rumble i 2008 og fik en titel kamp ved WrestleMania XXIV. John Cena ville dog ikke vente helt til WrestleMania, så han udfordrede Randy Orton om titlen ved No Way Out og Randy Orton accepterede dette. Senere i showet blev der annonceret at der vil være en Elimination Chamber match ved No Way Out og vinderen af denne skulle møde den kommende WWE Champion ved WrestleMania XXIV. Mr. Kennedy udfordrede Ric Flair til en kamp ved No Way Out efter han vandt en kamp mod Brian Kendrick.
Ric Flair accepterede Mr. Kennedy udfordring.

## Kampe
WWE Championship Match:
John Cena Vs Randy Orton (c) for the WWE Championship.
- John Cena skulle oprindeligt møde Randy Orton om WWE titlen ved WrestleMania XXIV men han ville hellere møde Randy Orton om WWE titlen ved No Way Out 2008.

World Heavyweight Championship Match:
Edge (c) Vs Rey Mysterio
Elimination Champer Match: Chris Jericho Vs Jeff Hardy Vs John Brandshaw Layfield Vs Shawn Michaels Vs Triple H Vs Umaga.
- Vinderen af kampen vil møde John Cena eller Randy Orton for WWE Championship Title ved WrestleMania XXIV.

Elimination Chamber Match: Batista Vs BIg Daddy V Vs Fininlay Vs MVP Vs The Great Khali Vs The Undertaker.
- Vinderen af kampen vil møde Edge eller Rey Mysterio om World Heavyweight Champion titlen ved WrestleMania XXIV.

Elimination Chamber Match:
Mr. Kennedy Vs Ric Flair
- Hvis Ric Flair taber er han tvunget til at stoppe karrieren.